# Índice de Hoover

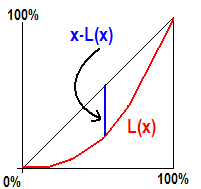
Ilustración del índice de Hoover. Remarcando la Curva de Lorenz (Rojo), y la distancia Vertical más larga (Azul).

El índice de Hoover, también llamado índice de Robin Hood y más conocido como el índice de Schutz, es una medida de ingresos métricas. Es igual a la parte de los ingresos totales de la comunidad que tendría que ser redistribuida (tomada de la mitad más rica de la población y dado a la mitad más pobre) para que hubiera uniformidad en los ingresos.
Se puede representar gráficamente como la distancia vertical más larga entre la curva de Lorenz, o la parte acumulada de los ingresos totales celebrada por debajo de cierto percentil de ingresos, y la línea de 45 grados que representa la igualdad perfecta.
El índice de Hoover se usa típicamente en aplicaciones relacionadas con la clase socioeconómica (SES) y la salud. Conceptualmente es uno de los índice de desigualdad más simple utilizado en la econometría. Una medida de desigualdad más conocido es el coeficiente de Gini, que también se basa en la curva de Lorenz. 

## Computación
Para la fórmula, una notación se utiliza, en donde la cantidad {\displaystyle N} de cuantiles sólo aparece como límite superior de sumatorias. Por lo tanto, las desigualdades pueden ser computados para cuantiles con diferentes anchos La . Por ejemplo, {\displaystyle E_{i}} podría ser el ingreso en el cuantil #i y {\displaystyle A_{i}} podría ser la cantidad (absoluta o relativa) de los asalariados en el cuantil #i. {\displaystyle E_{\text{total}}} entonces sería la suma de las rentas de todos los N cuantiles y {\displaystyle A_{\text{total}}} sería la suma de los perceptores de ingresos en todo N cuantiles.
Cálculo del índice de Robin Hood H: 
{\displaystyle H={\frac {1}{2}}\sum _{i=1}^{N}\color {Blue}\left|\color {Black}{\frac {{E}_{i}}{{E}_{\text{total}}}}-{\frac {{A}_{i}}{{A}_{\text{total}}}}\color {Blue}\right|\color {Black}.}
Para la comparación, aquí también el cálculo de la symmetrized índice de Theil {\displaystyle T_{s}} está dado por:
{\displaystyle T_{s}={\frac {1}{2}}\sum _{i=1}^{N}\color {Blue}\ln {\frac {{E}_{i}}{{A}_{i}}}\left(\color {Black}{\frac {{E}_{i}}{{E}_{\text{total}}}}-{\frac {{A}_{i}}{{A}_{\text{total}}}}\color {Blue}\right)\color {Black}.}
Ambas fórmulas pueden ser utilizadas en los cálculos.